# Begonia acutitepala
Begonia acutitepala é uma espécie de Begonia.